# Alfonso Sánchez de Castro
Alfonso Domingo Sánchez de Castro (Aguilarejo, provincia de Valladolid, 4 de agosto de 1963) es un político español de Izquierda Unida.

## Biografía
- Trabaja en el sector servicios y participó en la fundación de una empresa cooperativa de trabajo social-ALBANTA-.
- Lleva vinculado desde los 14 años al movimiento vecinal en la Rondilla y a movimientos políticos de izquierda anticapitalistas.
- 1992: Militante en Izquierda Unida de Valladolid (Castilla y León)
- 2000-2002: Presidente de la Asociación Familiar de la Rondilla de Valladolid.
- 2003-2007: Concejal-portavoz (en solitario) de IU en el Ayuntamiento de Valladolid.
- 2007-2011: Concejal-portavoz (en solitario) por Izquierda Unida Valladolid en el Ayuntamiento de Valladolid.
- 2022: desde este año no esta afiliado a ningún partido político.

El 19 de febrero de 2010 anunció que no presentaría su candidatura para encabezar la lista de Izquierda Unida a las municipales 2011 "por coherencia", ya que es "firme defensor de la limitación de los cargos públicos". Por su parte, el partido abrió un proceso de primarias abiertas para escoger al candidato, en un proceso pionero en España de IU, al término del cual saldría elegido Manuel Saravia Madrigal como candidato.
Ha sido coordinador provincial de Izquierda Unida Valladolid hasta el año 2016.
Actualmente  (2020 en adelante) participa en diferentes Plataformas Sociales; como la Plataforma Social de Castilla y León o la Plataforma para la retirada de símbolos franquistas de Valladolid.